# Júnia Tércia
Júnia Tércia (em latim: Junia Tertia; Roma, ca. 60 a.C. — 22) era a filha mais nova de Servília Cepião[carece de fontes?] e meio-irmã de Marco Júnio Bruto. Ela era sobrinha de Catão, o Jovem.
Casou por volta de 45 a.C. [carece de fontes?] com o senador Caio Cássio Longino e teve um filho dele, Caio Cássio, que mais tarde se casaria com a jovem princesa Drusila da Mauritânia, filha da rainha Cleópatra Selene II, rainha de Mauritânia e do rei Juba II de Numídia. Desse modo, o filho de Júnia Tércia daria início a Casa de Cássio, que mais tarde se desmembraria em vários ramos familiares, sendo que a grafia se modificaria para Cassiânio no decorrer do último século do império Romano do Ocidente.
Morreu 63 anos depois da Batalha de Filipos. Em seu testamento, ela distribuiu bens entre quase todas as famílias patrícias de Roma, exceto o imperador Tibério. Tibério aceitou bem a ofensa, e permitiu que seu funeral fosse feito com as cerimônias usuais, honrando as famílias Manliana e Quinciana, mas quem mais brilhou no funeral foram Bruto e Cássio, pelo simples fato de não haver retratos deles.